# Daniel Madzia
Daniel Madzia (* 20. března 1989, Třinec) je český paleontolog, který se zabývá především druhohorními obratlovci (zejména dinosaury a plesiosaury). Od roku 2018 je výzkumným pracovníkem v Institutu paleobiologie při Polské akademii věd ve Varšavě, kde ve stejném roce získal doktorský titul. Daniel Madzia vedl výzkum, jehož výsledkem byl popis prvního českého neptačího dinosaura, druhu Burianosaurus augustai. V současnosti se jedná o dosud jediný formálně pojmenovaný druh dinosaura z území České republiky. V rámci své bakalářské práce v roce 2012 pak vědecky popsal první rozeznanou fosilii českého neptačího teropoda (dravého dinosaura) (tzv. moravská tetanura), a to zkamenělinu zubu ze sbírek Přírodovědecké fakulty Masarykovy univerzity. Tato fosilie byla objevena již před druhou světovou válkou na lokalitě Švédské šance u Brna (zub byl předtím považován za pozůstatek jurského mořského příbuzného krokodýlů).

## Výzkum

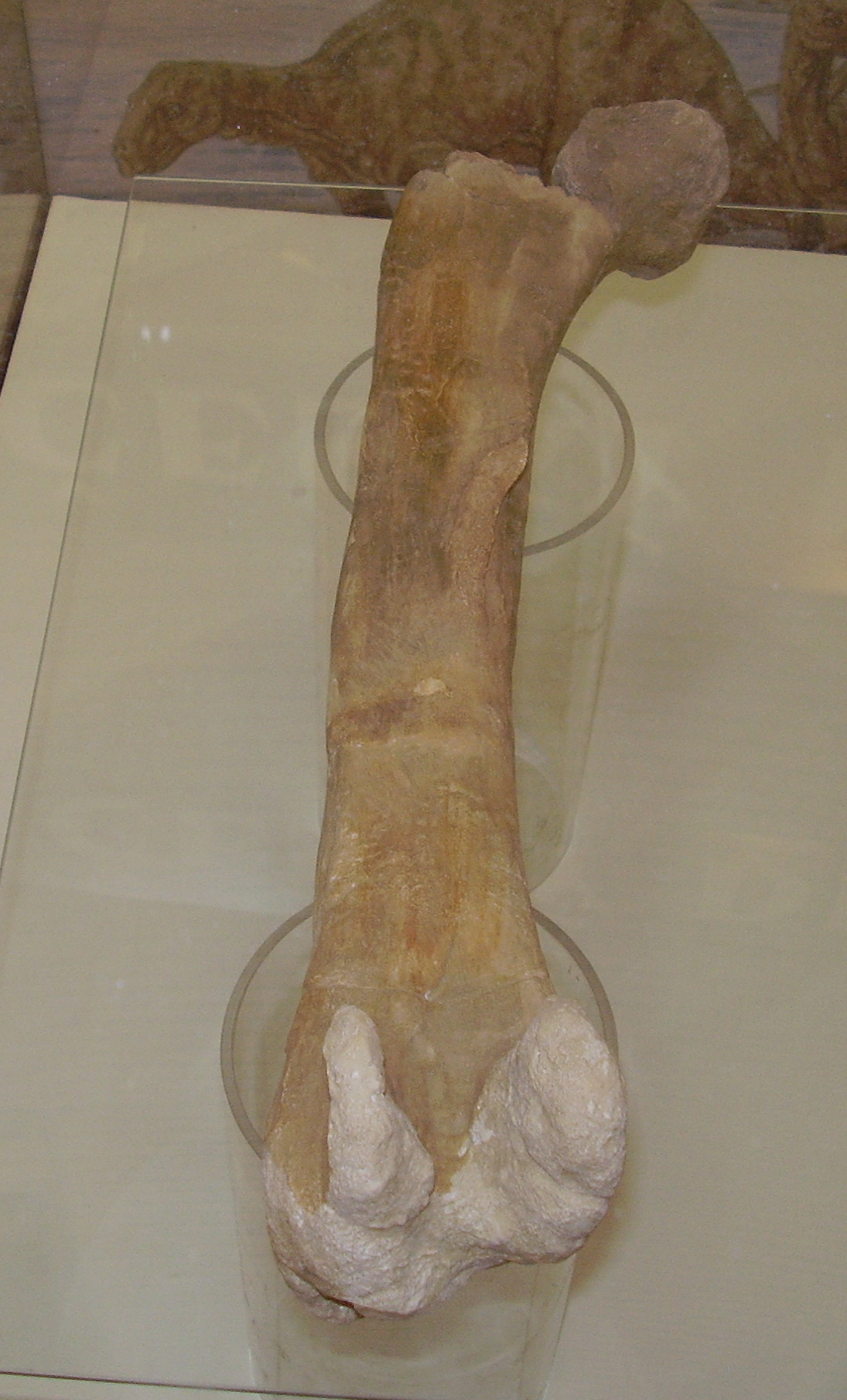
Stehenní kost burianosaura, popsaného D. Madziou, C. Boydem a M. Mazuchem v září 2017.

Daniel Madzia se v rámci své výzkumné činnosti věnuje především dinosaurům a pliosaurům z evropských, severoamerických a asijských nalezišť. Kromě popisu českých nálezů dinosaurů (Burianosaurus a tzv. moravská tetanura) provedl také revizi hadrosauroidního ornitopoda druhu Orthomerus dolloi z nejsvrchnější křídy Nizozemska a dromeosauridního teropoda druhu Hulsanpes perlei ze svrchní křídy Mongolska. V rámci výzkumu pliosaurů pak provedl například revizi fosilního materiálu křídových pliosauridů druhu Polyptychodon interruptus a Megacephalosaurus eulerti, publikoval studii o disparitě pliosauřích zubů z přelomu jury a křídy a popsal pliosaury z přelomu spodní a svrchní křídy Polska. Společně s Jakubem Březinou a Gabrielou Calábkovou z Moravského zemského muzea publikoval studii o fosilních pozůstatcích pliosaurů ze skupiny Thalassophonea z českého území (okolí Brna). Tito velcí draví mořští plazi dosahovali délky až 6 metrů a odhadované hmotnosti kolem 1,5 tuny. V rámci výzkumu plesiosaurů popsal také neobvyklé obratle pravděpodobně polykotylidního plesiosaura ze svrchní křídy Německa a publikoval popis lebky elasmosaurida druhu Thalassomedon haningtoni ze svrchní křídy Spojených států.
Výzkum D. Madzii, Tomasze Szczygielského a Andrzeje Wolniewicze z ledna roku 2021 přehodnotil výsledky dřívější studie polských paleontologů o údajné existenci obřích, až 10 metrů dlouhých zástupců pliosauridů v období pozdní jury na území dnešního Polska (lokalita Krzyżanowice). Madzia, Szczygielski a Wolniewicz ukázali, že údajné "pliosauří" pozůstatky (fragmenty čelistí se zachovalými zuby) ve skutečnosti patřily přibližně o polovinu menším příbuzným krokodýlů ze skupiny Metriorhynchidae.
Daniel Madzia je také autorem několika studií věnovaných mosasaurům. Provedl revizi anatomických znaků a terminologie mosasauřích zubů a vedl výzkum, jahož výsledkem bylo přehodnocení příbuzenských vztahů v rámci této skupiny šupinatých plazů. Podílel se také na výzkumu zubní mikrostruktury mosasaurů. Výzkum ukázal, že zuby těchto mořských plazů dokázaly odolat značnému mechanickému tlaku a vnějším chemickým podmínkám, a umožňovaly mosasaurům pevně držet a trhat zmítající se kořist.
Studie D. Madzii a italského paleontologa A. Caua z roku 2020 pak ukázala, že mosasauři pravděpodobně neměli vliv na vymírání pliosaurů, jak se občas udává. Některé skupiny mosasaurů (např. Tylosaurinae) se však po vyhynutí pliosaurů mohly "chopit příležitosti" a obsadit ekologické niky dříve okupované zástupci pliosaurů ze skupiny Brachaucheninae.
V květnu 2021 vyšla odborná práce, popisující fosilní zuby raně křídových mořských krokodýlovitých plazů (Thalattosuchia, Metriorhynchidae, Geosaurinae), žijících v době před asi 133 miliony let v okolí současného Štramberka. Zuby jednoho z těchto mořských krokodýlovitých plazů byly značně podobné zubům rodu Torvoneustes.
Kromě výzkumu druhohorních obratlovců se Daniel Madzia věnoval také změnám ve složení faun houbovců v Karibiku a společně s Jakubem Březinou a Martinem Ivanovem popsal mikrostrukturu klů chobotnatce druhu Zygolophodon turicensis z miocénu České republiky.
Další studii spolupublikoval v roce 2021, pojednává o vývojových trendech u ptakopánvých dinosaurů, zároveň ve stejný rok spolupublikoval také práci o fylogenezi a nomenklatuře této skupiny. Podílel se také na novém podrobném popisu troodontidního teropodního dinosaura rodu Borogovia.
V roce 2022 se podílel na popisu série fosilních stop velkých diskosauriscidů z oblasti Boskovické brázdy. Je také spoluautorem zhodnocení významu a taxonomického zařazení pliosaurida druhu Ischyrodon meriani.
V roce 2023 Daniel Madzia s kolegy popsali nový druh jurského plesiosaura Lorrainosaurus keileni. Se stářím kolem 165 milionů let se jedná o jednoho z nejstarších velkých makropredatorických pliosauridů vůbec. Na začátku roku 2024 pak Daniel Madzia s kolegy formálně popsal nový rod a druh plesiosaura pod jménem Franconiasaurus brevispinus.
Na konci dubna roku 2025 se D. Madzia podílel na formálním popisu nového rodu ornitopodního dinosaura z Francie, a to rodu Obelignathus.

## Popularizace paleontologie
V rámci popularizační činnosti v Česku D. Madzia dlouhodobě spolupracuje například s Vladimírem Sochou (mj. popularizační web Pravěk.info).

## Ocenění
V roce 2017 se Daniel Madzia stal laureátem stipendia prezidenta Polské akademie věd, jež se uděluje doktorandům výzkumných ústavů za mimořádné úspěchy na poli vědy.

## Zajímavosti
V říjnu roku 2019 se Daniel Madzia podílel na charitativní akci pro Centrum Paraple (v rámci charitativní aukce společnosti Pilsner Urquell). Byl vybrán jako jeden z deseti patronů akce, kteří se narodili v revolučním roce 1989.
V únoru 2021 se Daniel Madzia objevil jako host pořadu České televize Hyde Park Civilizace spolu s Vladimírem Sochou.